# Межлаук, Мартын Иванович
Марты́н Ива́нович Межла́ук (латыш. Mārtiņš Mežlauks, 1895—1918) — российский революционер, участник Гражданской войны, большевик, брат Валерия, Ивана и Валентина Межлауков.

## Биография
Родился в Харькове в семье Ивана Мартиновича Межлаука (Мешлаукс), учителя-латыша из дворян, и матери-немки, владевшей двумя доходными домами по улице Ольминского. Отец в ранге статского советника перед революцией был директором Новохопёрской мужской гимназии и преподавал там же латынь. 
В 1917 году окончил юридический факультет Харьковского университета и вступил в РСДРП(б). Активный участник революционных событий в Харькове. В 1917—1918 г. заместитель комиссара юстиции Харьковского совета. 5 марта был назначен заместителем наркома юстиции Донецко-Криворожской Республики . В марте 1918 участвовал в боях против германских оккупантов. С мая 1918 г. губернский комиссар юстиции в Казани. 
7 августа 1918 года, после ликвидации в городе советской власти, был арестован белогвардейцами и расстрелян.

## Память
- улица Мартына Межлаука в г.Казани
- улица Мартына Межлаука в г.Харькове (с 2015 года - улица Василия Мельникова)